# August Rummel
August Rummel, född 11 januari 1824 i Wiesbaden, död 14 december 1886 i London, var en tysk pianist. Han studerade piano för sin far, Christian Rummel, varefter han bosatte sig i London. August Rummel var bror till pianisterna Josephina Rummel och Joseph Rummel, och farbror till pianisten Franz Rummel.